# Cornelia Catangă
Cornelia Catangă (n. 9 martie 1958, Zeletin, regiunea Ploiești, România – d. 26 martie 2021, București, România) a fost o interpretă de muzică lăutărească din România, de etnie romă.A fost căsătorită cu  interpretul de muzică lăutărească, Aurel Pădureanu. Ea a fost nepoata unei cunoscute vioriste, Marițica Catanga, și a început să cânte de la vârsta de șase ani și jumătate, atunci când Patonică, fratele mamei sale, și-a cumpărat un acordeon cu 48 de bași.
Cornelia Catanga a murit pe 26 martie 2021, din cauza COVID-19. Ea a fost înmormântată pe 27 martie 2021, la Cimitirul Ghencea din București.

## Activitate artistică
În 1964, începe să cânte la acordeon, iar în 1966, debutează pe scenă, la balul comunei Valea Plopului (jud. Prahova). A mai cântat la hore, baluri și nunți alături de mama sa, Catanga Mare, iar de la vârsta de 9 ani a cântat alături de unchii săi, Costică și Vasile Răducanu, Nelu Stăieru și Patronică.Catanga face primul pas spre celebritate in anul 1969, după ce participă la o preselecție la Casa de Creație din Buzău. Aici este descoperită de Doina Badea cu care colaborează un an, ca solist instrumentist (acordeon) în cadrul formației acesteia de turneu. Cântă, la nunți, alături de Toni Iordache, Nicolae Florian și Marin Năsturică. În 1979, cântă pentru scurt timp, alături de Romica Puceanu, iar în 1985 are primul spectacol la Sala Polivalentă (spectacol de comedie cu momente muzicale alături de Stela Popescu și Alexandru Arșinel). Din 1986 încep turneele în străinătate ( în special în Israel, Berlin și Germania), iar primul LP îl lansează în 1989, acompaniată de orchestra lui Ion Onoriu. Colaborează cu Sfinx Experience, Nicu Constantin, Loredana Groza, Nicolae Nițescu, Florica Roșioru. Susține numeroase concerte, în țară și străinătate, și înregistrează cântecele la cele mai renumite studiouri, are apariții la radio și TV.
Alături de muzica lăutărească, a cântat si muzică populară, dar și muzică ușoară. Această atitudine libera i-a servit la intrarea mult mai devreme pe toate scenele muzicale românești: perioadele impreuna cu Doina Badea si Gigi Marga, dar si respectul unor oameni ca Nicușor Turcitu sau Vasile Pandelescu.

## Discografie
- Aș pleca cu tine-n lume, 2004
- De ce, măi neicuță?, 2005
- Ce frumoasă este viața, 2006
- Best of Cornelia Catanga, 2009.[3]